# 科斯塔集團
科斯塔集團（英語：CoStar Group）是美國一家資訊科技公司，向商業地產行業提供資訊、分析及市場營銷服務。總部位於美國華盛頓哥倫比亞特區。

## 歷史
科斯塔集團成立於1987年。2022年9月19日，科斯塔集團被納入S&P 500。2022年12月19日，科斯塔集團被納入納斯達克100指數。

## 外部連結
- 官方網站 （页面存档备份，存于）